# Тінкер (авіабаза)
Авіаба́за Тінкер (англ. Tinker Air Force Base, (IATA: TIK, ICAO: KTIK, FAA ідент. місц.: TIK) — діюча військово-повітряна база Повітряних сил США, що розташована на території штату Оклахома, неподалік від міст Дель-Сіті, Оклахома-Сіті та Мідвест-Сіті. Авіабаза носить їм'я генерал-майора Кларенса Тінкера, першого представника корінного населення Америки, що став генерал-майором збройних сил США. Авіабаза Тінкер є штаб-квартирою Повітряного логістичного центру Командування матеріального забезпечення Повітряних сил США, основного центру забезпечення літаками, двигунами, авіаційним озброєнням, авіонікою та іншими складовими військової авіації США.

## Галерея

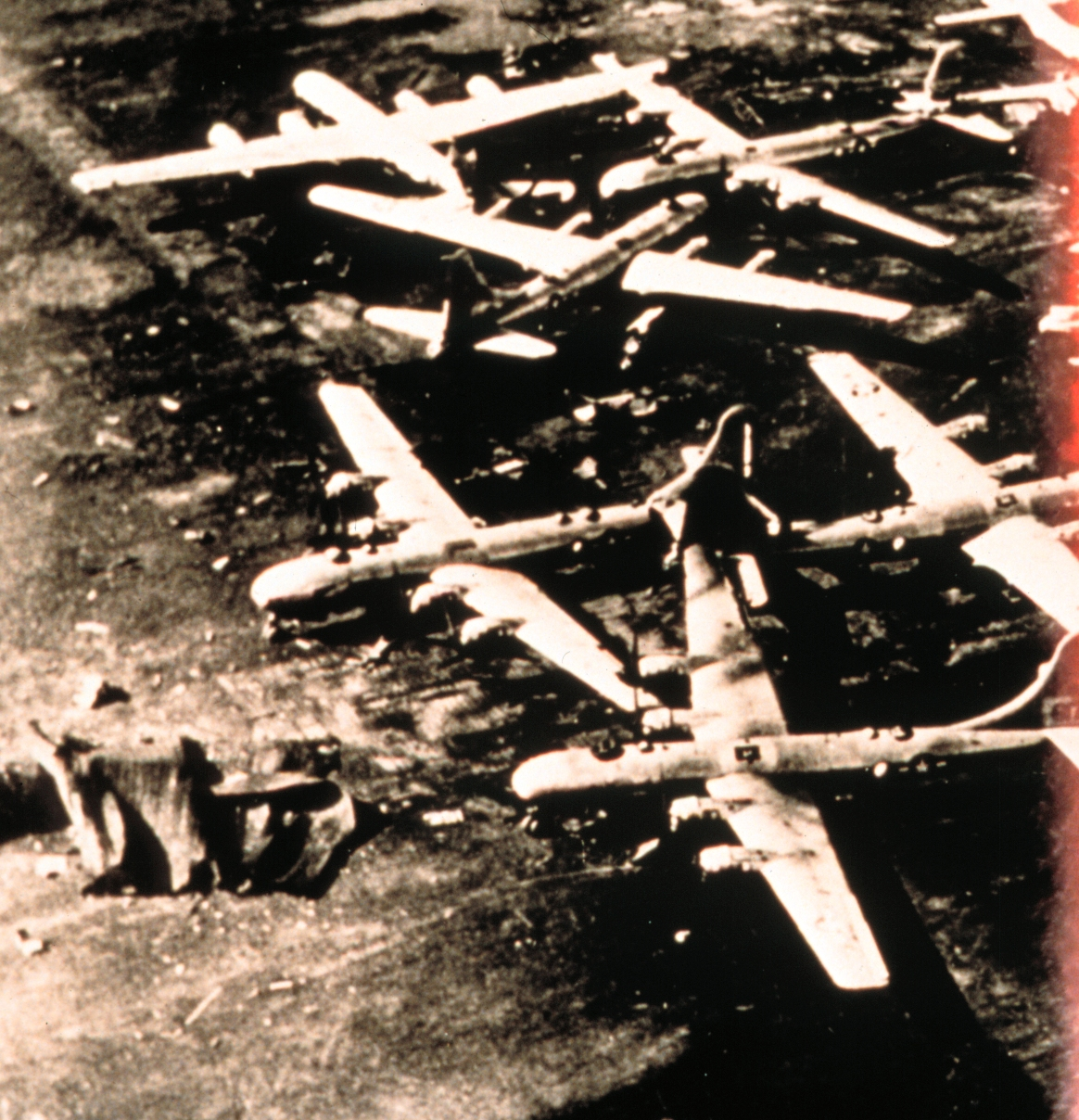
Наслідки торнадо 1948 року, що пошкодив або знищив літаки на авіабазі Тінкер
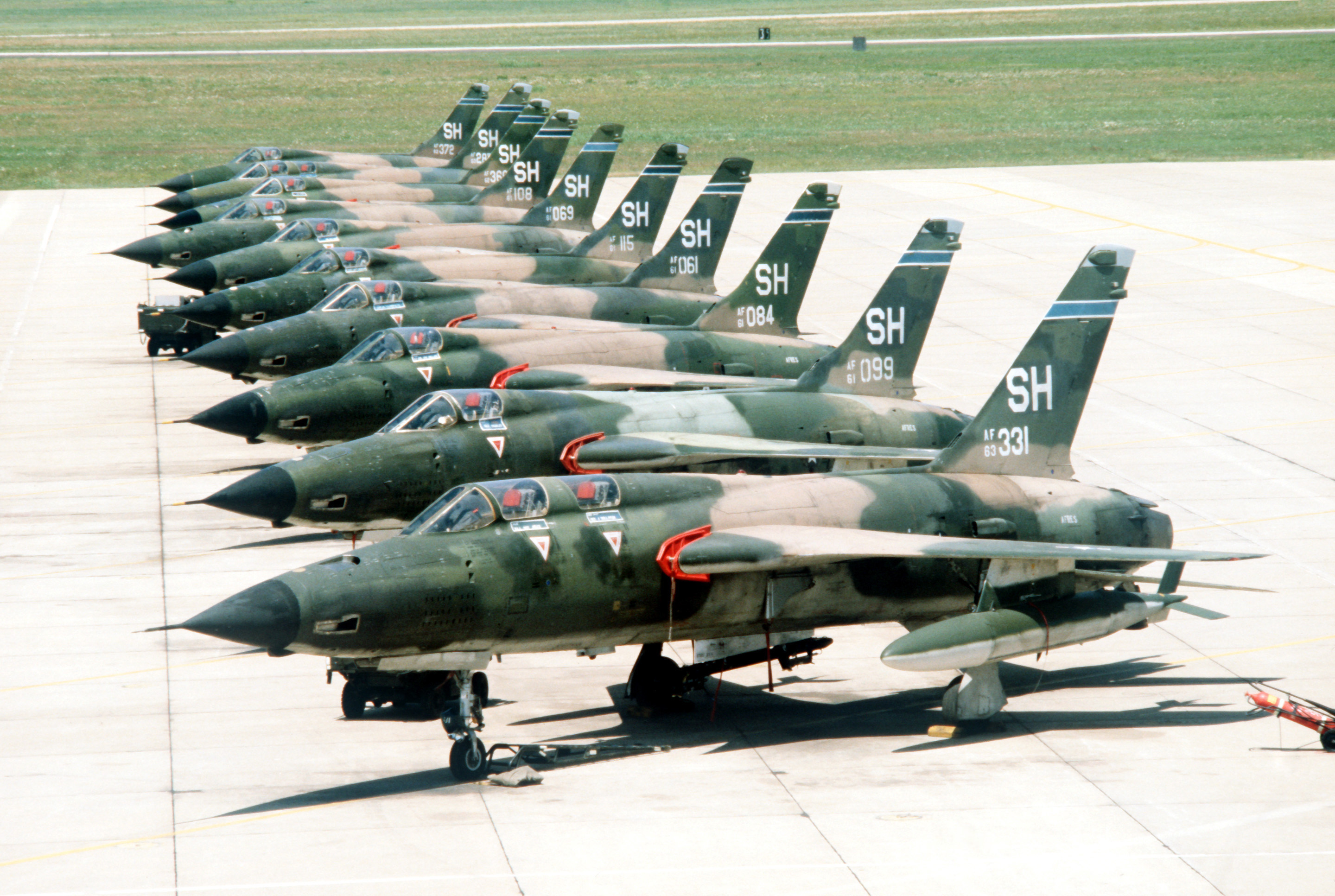
Винищувачі F-105 «Тандерчіф». 1978
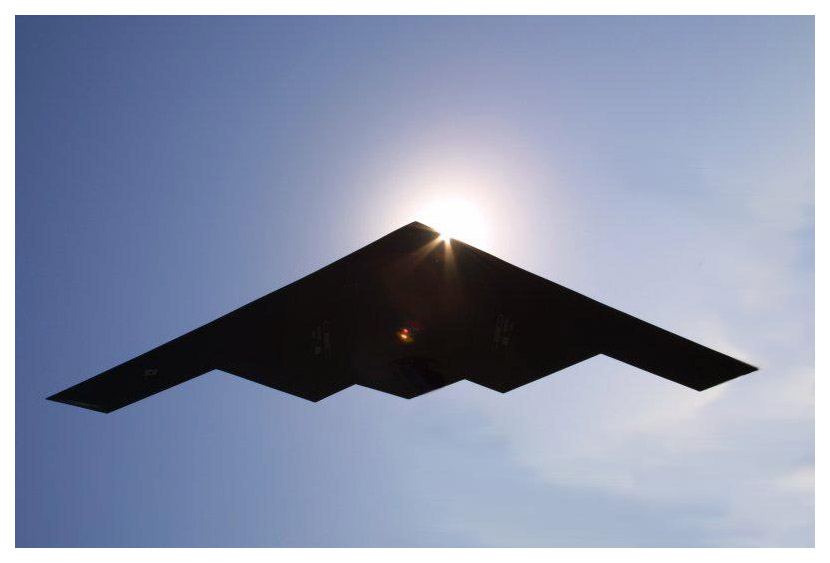
Стратегічний бомбардувальник B-2 «Спіріт». 2000
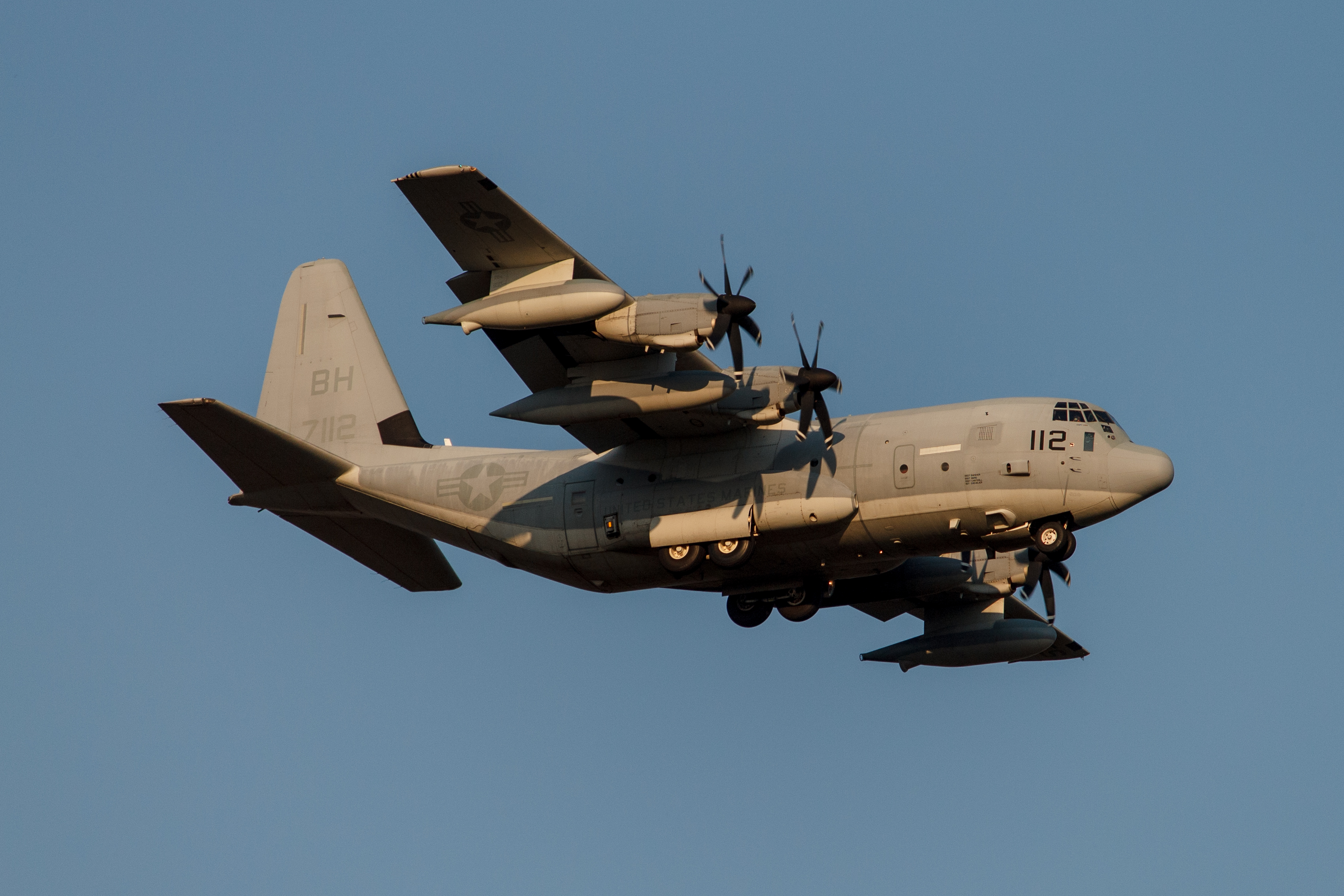
Військово-транспортний літак C-130J «Геркулес» над злітною смугою аеродрому Тінкер. 2014.
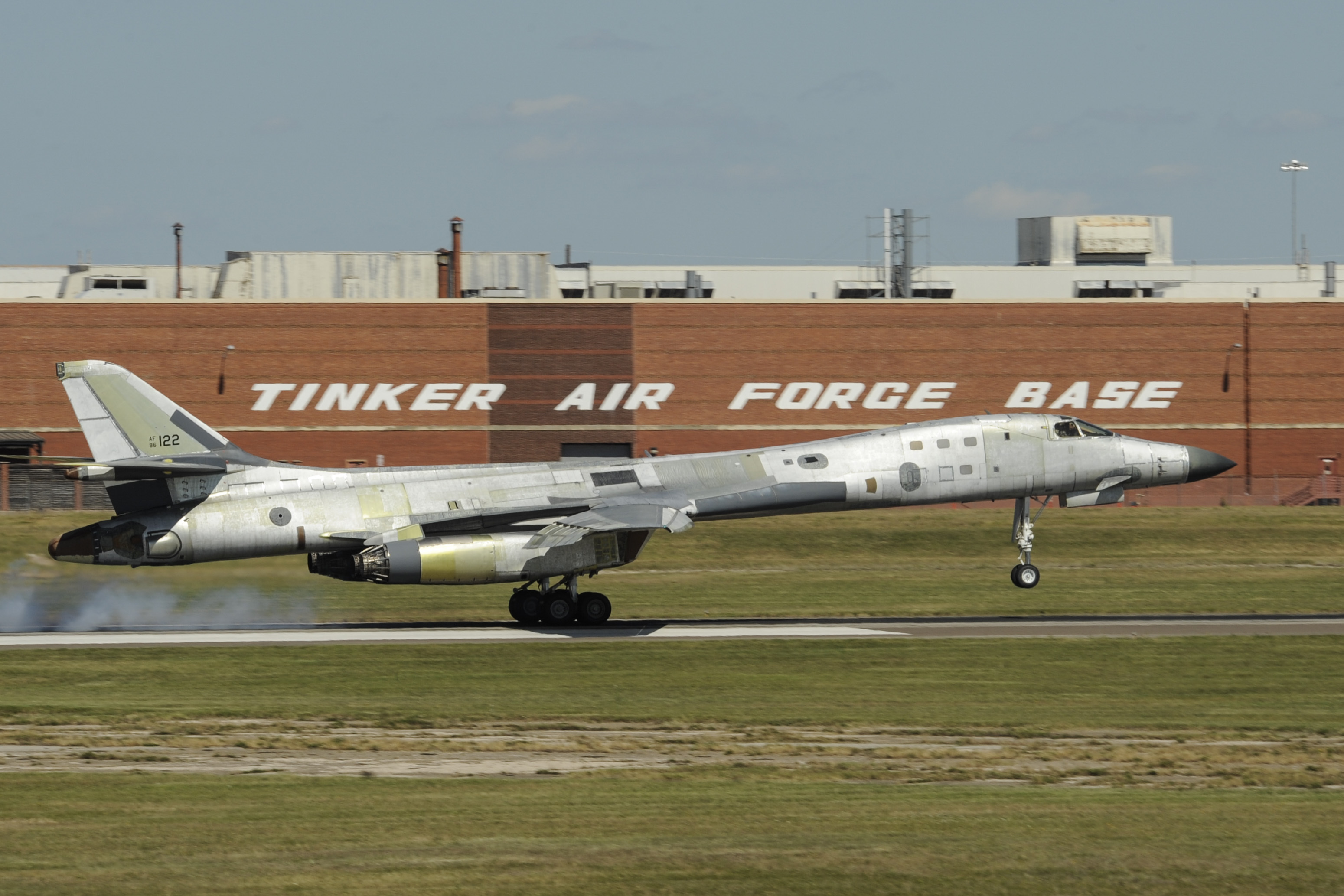
Стратегічний бомбардувальник B-1 «Лансер» здійснює посадку на ЗПС аеродрому. 2017
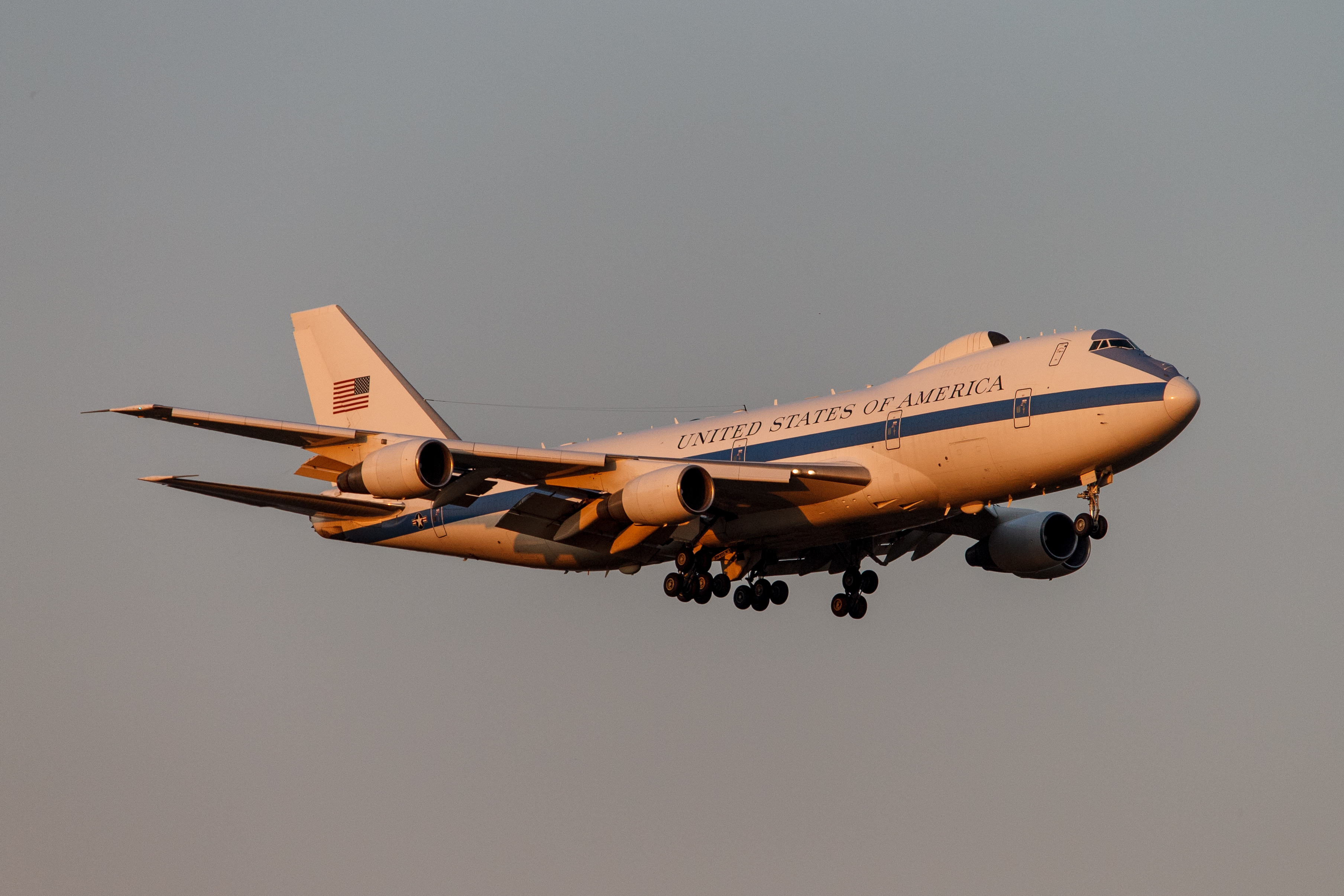
Повітряний командний центр військово-політичного керівництва США Boeing E-4 сідає на авіабазу. 2014
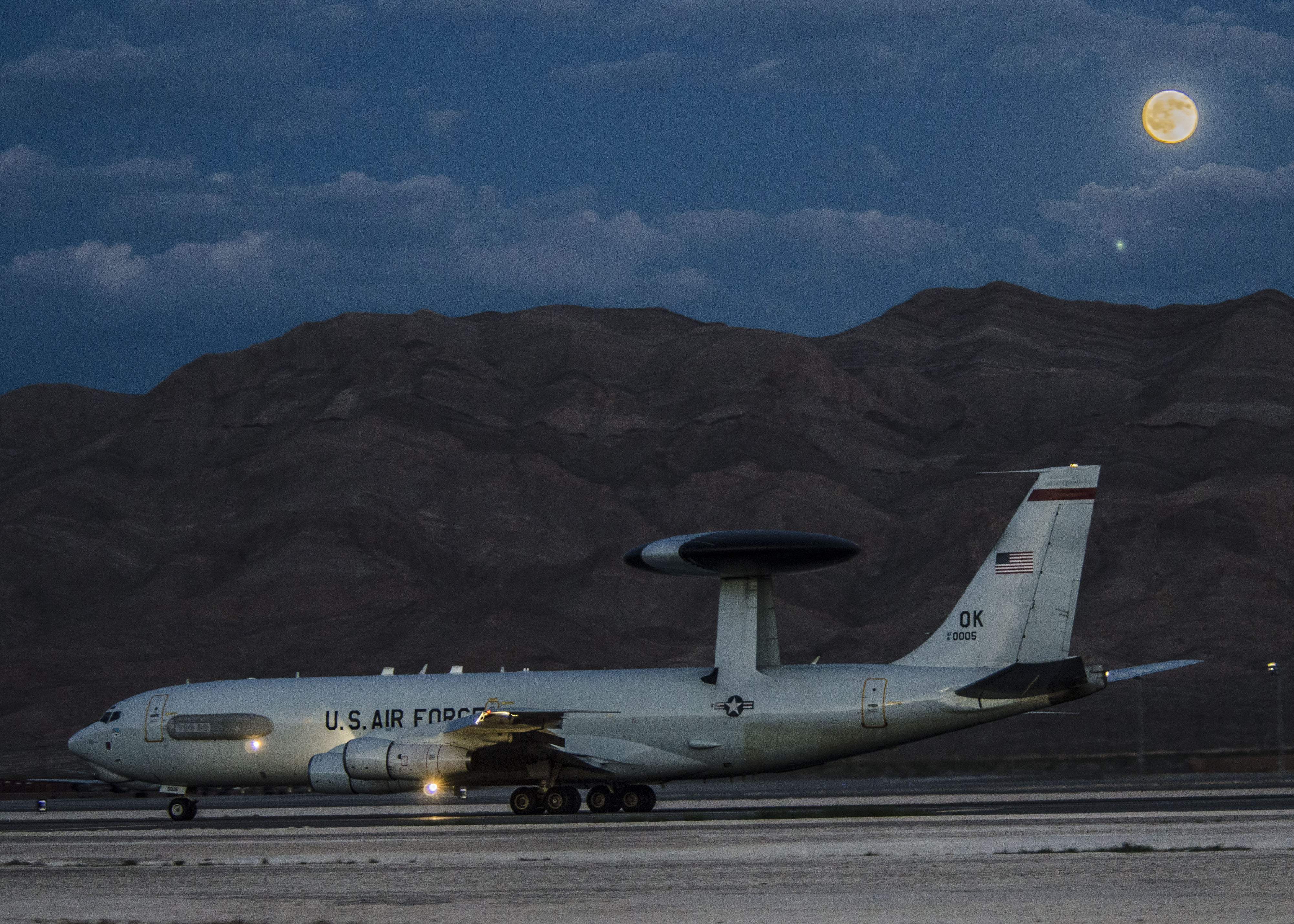
Літак дальнього радіолокаційного виявлення і наведення E-3 «Сентрі» на злітно-посадковій смузі авіабази Тінкер. 2016
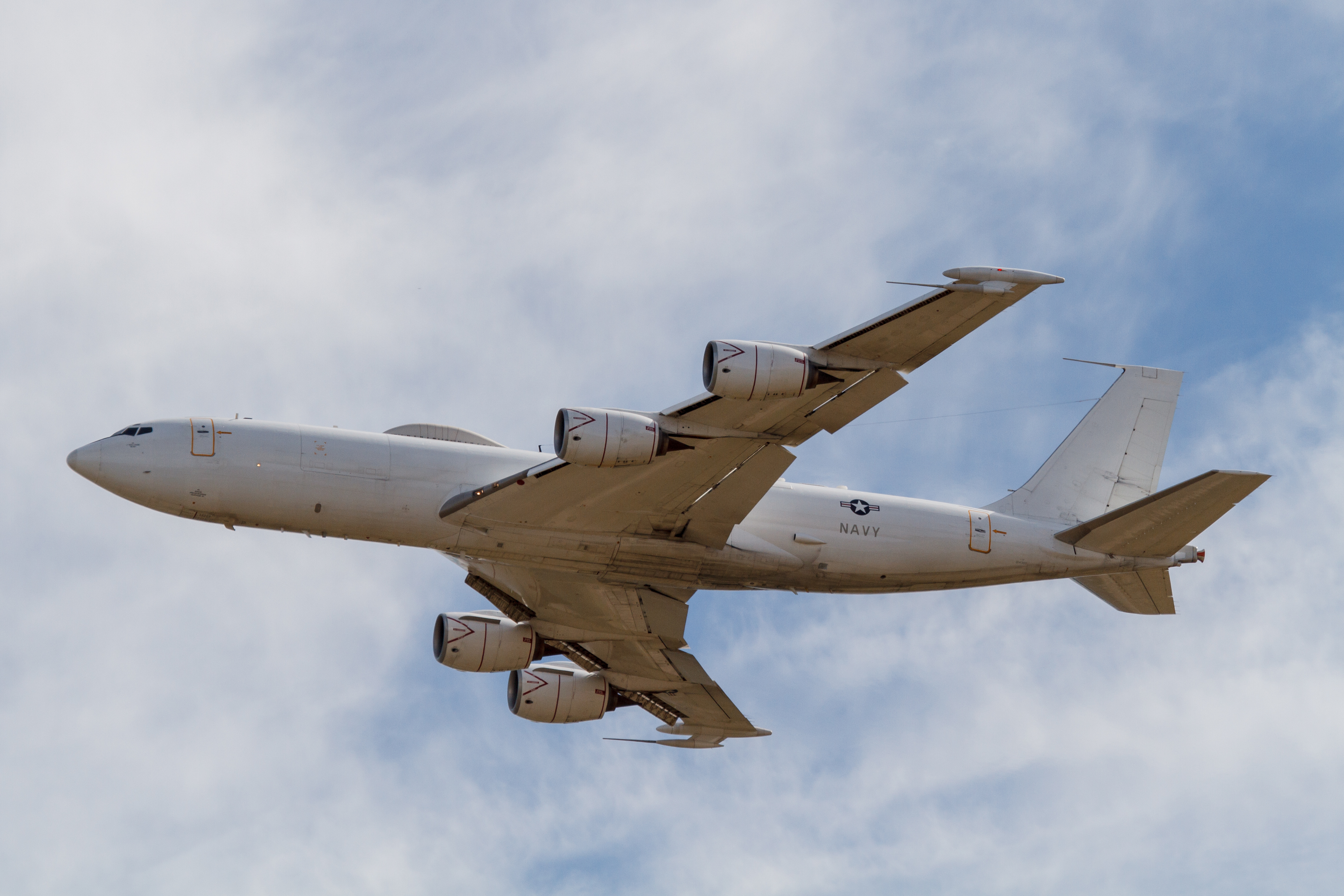
Стратегічний літак, літак управління і зв'язку і повітряний командний пункт ВМС США E-6 «Мерк'юрі» над авіабазою Тінкер. 2014
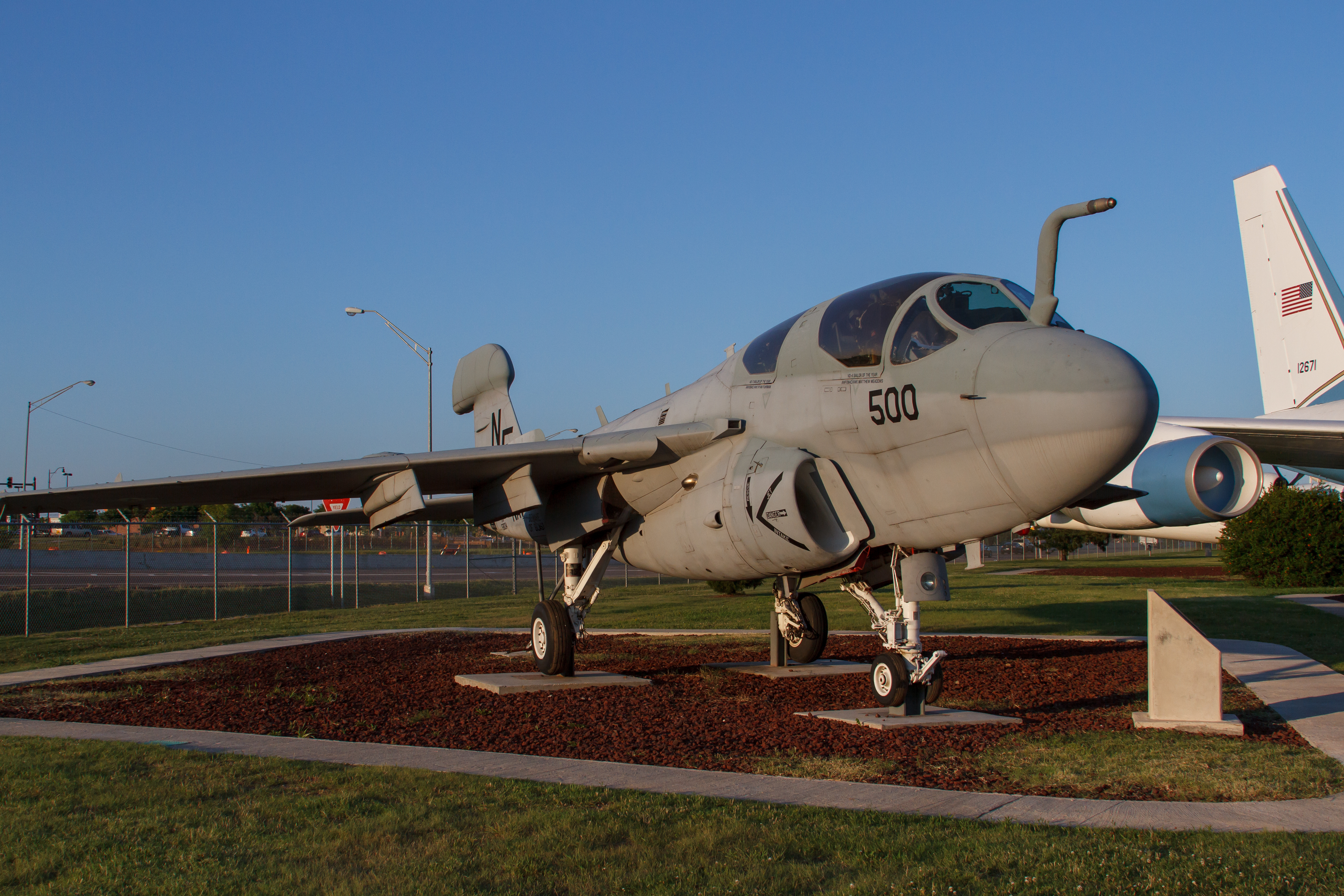
Палубний літак радіоелектронної боротьби і протидії EA-6B «Проулер» на музейній експозиції. 2015
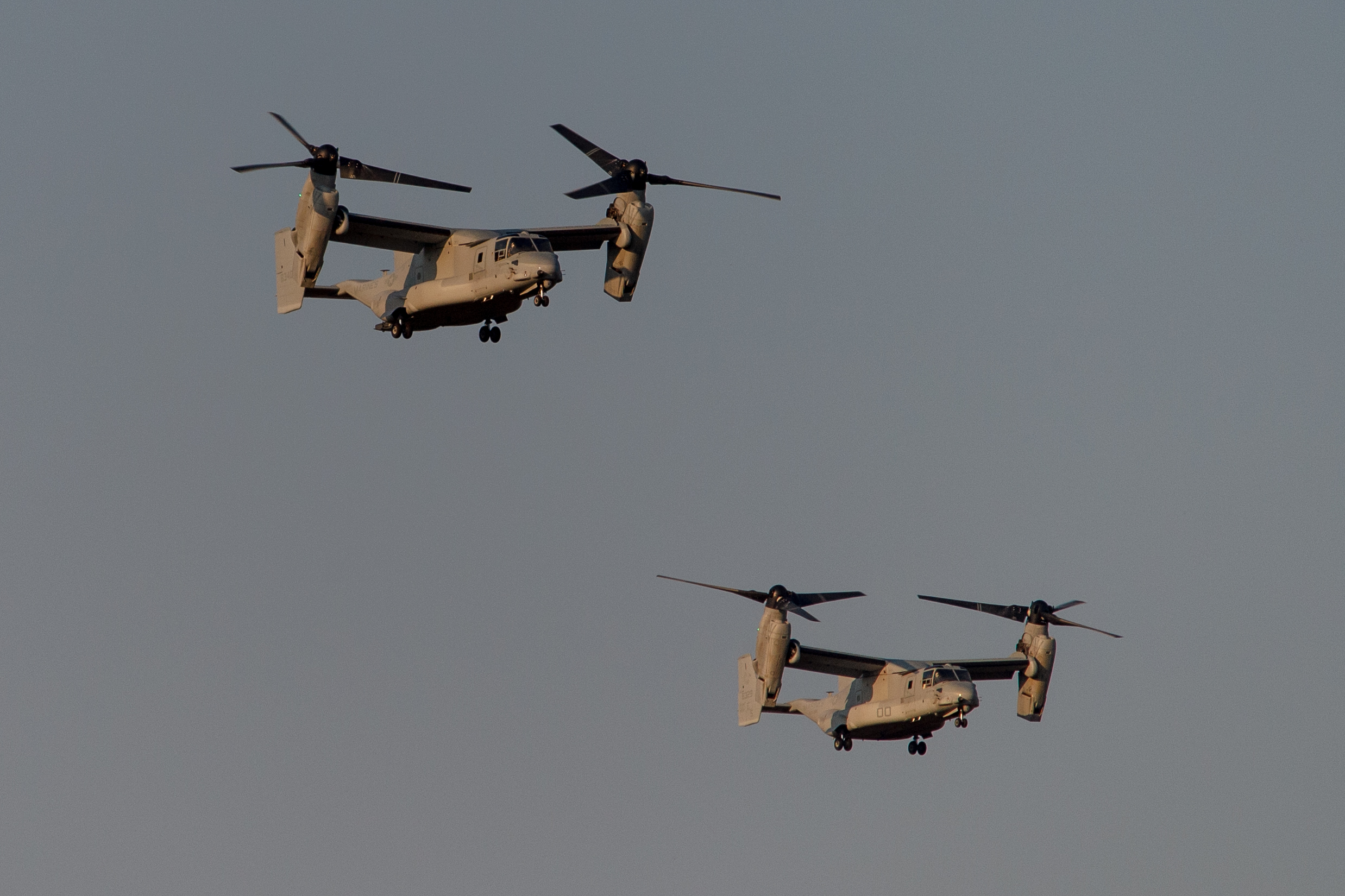
Два конвертоплани CV-22 «Оспрей» морської піхоти на посадці на авіабазу Тінкер. 2014